# Nora Bumbiere
Nora Bumbiere (* 13. März 1947 in Jelgava, Lettische SSR; † 12. Januar 1994 in Riga, Lettland) war eine lettische Schlagersängerin der Sowjetzeit.
Nora Bumbiere sang bereits als Jugendliche im Ensemble des Kulturhauses ihrer Geburtsstadt Jelgava. In den 1960er Jahren wurde sie als Sängerin in der Lettischen Sowjetrepublik bekannt. Der lettische Komponist Raimonds Pauls holte sie nach Riga, wo sie mit dem bekannten „Rīgas estrādes orķestris“ (deutsch Rigaer Estradenorchester) auftrat. In den 1970er Jahren war sie Teil der von Pauls geschaffenen Gruppe „Modo“. Lange Zeit trat sie mit Viktors Lapčenoks, einem anderen Modo-Solisten, im Duett auf. 1971 gewann sie mit Modo für das Lied „Teic, kur zeme tā“ den Publikumspreis „Mikrofons“, 1976 gemeinsam mit Viktor Lapčenoks für „Tava balss“, 1977 als Solokünstlerin für „Par pēdējo lapu“. Komponist der Lieder war jeweils Raimonds Pauls. Ende der 1970er verließ Nora Bumbiere die Gruppe Modo. In den 1980er Jahren sang sie in der Gruppe „Tip Top“. Der Höhepunkt ihrer Karriere lag zu dieser Zeit jedoch schon lange hinter ihr. Nora Bumbiere starb am 12. Januar 1994 im Rigaer Gaiļezers-Krankenhaus an Leberzirrhose.
Nora Bumbiere bekam bereits mit 15 Jahren ihren Sohn Romualds. Mit ihrem Duettpartner Viktors Lapčenoks war sie zeitweise verheiratet.